# ジョン・カーク・タウンゼント

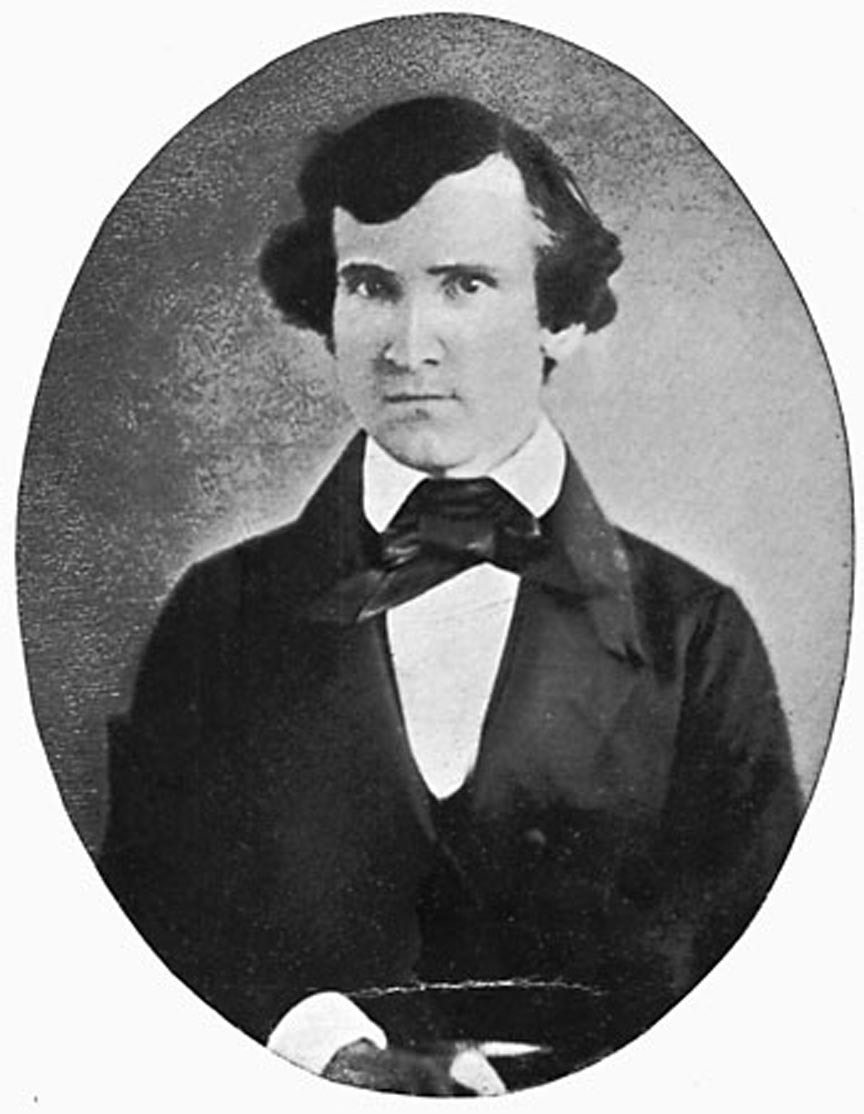
ジョン・カーク・タウンゼント

ジョン・カーク・タウンゼント（John Kirk Townsend、1809年8月10日 - 1851年2月6日）はアメリカ合衆国の博物学者である。北アメリカの鳥類の収集を行った。

## 略歴
フィラデルフィアでクエーカーの家に生まれた。兄弟に"Life In the Insect World" を出版したメアリー・タウンゼントや、フィラデルフィア婦人奴隷反対協会（Philadelphia Female Anti-Slavery Society）から"Anti-Slavery Alphabet" をメアリーとともに発表したハンナ・タウンゼントがいる。医師、薬剤師の訓練を受けるが、博物学に興味を持ち、鳥類の収集を始めた。133年にハーバード大学植物園の学芸員のトーマス・ナトールに招かれ、翌年、実業家のナサニエル・ワイス（Nathaniel Jarvis Wyeth）が組織したロッキー山脈と太平洋に挟まれる地域の科学探検隊に、ワイスとともに参加した。1835年から1836年の間、まだ未開の後であったバンクーバーの砦に軍医として残り、動物のコレクションを作り上げた。
1939年に旅行記、"Narrative to a Journey Across the Rocky Mountains to the Columbia River"を執筆した。
1840年に"Ornithology of the United States of North America" を編集、出版し、タウンゼントのコレクションはジョン・ジェームズ・オーデュボンによって当時出版が行われていた『アメリカの鳥類』の最終巻に取り上げられた。哺乳動物のコレクションは、オーデュボンとバックマン（John Bachman）の『北アメリカの4足動物』（"Viviparous Quadrupeds of North America"）で記載された 。
タウンゼント収集し、新種とされた動物には、Charadrius montanus（チドリ科）、Chaetura vauxi（アマツバメ科）、Calcarius ornatus（ホオジロ科、アカエリツメナガホオジロ）、Setophaga nigrescens（アメリカムシクイ科）、Setophaga townsendi) （アメリカムシクイ科）などの鳥類やリス科のTamiasciurus douglasiiなどがある。